# 永井伸一
永井 伸一（ながい しんいち、1970年10月16日 - ）は、NHKのチーフアナウンサー。

## 人物
早稲田大学本庄高等学院を経て早稲田大学第一文学部卒業後、1993年入局。独身。

## 嗜好・挿話
- 2006年春、NHKのホームページ上で「両親のふるさと」と語った[3]北海道へ転勤。
- 札幌放送局に配属され、夕方のニュース番組『ほくほくテレビ』のキャスター、地上デジタル放送推進大使“アナレンジャー”として2008年春まで活躍した[4]。

## 現在の担当番組
- 北陸スペシャル（2024年4月5日 - ） - メインキャスター[5]
- newsかがのと
- おはよう北陸（不定期）
- 北陸地方のニュース（土日祝・不定期）
- 石川県の中継・リポート
- かがのとラジオ (北陸スペシャルの番宣コーナー、朗読など）

## 過去の担当番組
熊本放送局時代（1993年度 - 1997年7月）
- 熊本県のニュース・中継・リポート

松江放送局時代（1997年7月 - 2001年7月）
- 島根県のニュース・中継・リポート
- スポーツ中継

東京アナウンス室時代（1度目）（2001年7月 - 2005年度）
- 科学大好き土よう塾（初代司会）
- わくわく授業 わたしの教え方（初代司会）
- アテネパラリンピック 開会式実況
- 特急列車大図鑑（2003年2月26日、BShi）サブナレーション
- こんにちはいっと6けん（土曜日のみ、2004年4月 - 2005年3月）
- NHKニュースおはよう日本 まちかど情報室担当（2005年度）
- ハイビジョン特集 幻のクジラ イッカクの謎を追う（2005年、BShi） - 語り

札幌放送局時代（2006年度 - 2007年度）
- ほくほくテレビ（2006・2007年度）

東京アナウンス室時代（2度目）（2008年度 - 2012年度）
- EYES・名将の采配（2009年6月 - 7月）司会
- 生活ほっとモーニング（2008年度 - 2009年度）
- 渋谷でど〜も2010（NHK総合・2010年5月1日）司会
- EYES・名将の采配（2010年7月 - 9月）司会
- ザ☆スター 司会
- ワイルドライフ ナレーション（2010年4月26日・2011年5月16日）
- BSコンシェルジュ（2011年4月 - 2012年3月）司会
- 欽ちゃんのがんばる!日本大作戦（司会）
- スタジオパークからこんにちは（2012年4月5日 - 2013年3月21日）司会
- Nスペ5min.（ナレーション・2013年3月2日）

名古屋放送局時代（2013年度 - 2016年度）
- 東海北陸フレッシュ便 さらさらサラダ（さやか結の代理として不定期出演）
- ほっとイブニング（池田達郎がスタジオ不在時のニュースキャスター代行など）
- インタビュー  ここから（聞き手・2015年4月29日）
- ナビゲーション（2013 - 2015年度）
- ラジオ文芸館 故郷ほか（朗読・2016年5月7日）
- 東海三県・東海北陸のニュース

福岡放送局時代（2017年度 - 2018年度）
- 実感ドドド!（キャスター：2017年4月7日 - 2019年3月15日）
- 福岡県・九州沖縄のニュース
- おはよう九州沖縄（不定期）
- マイあさラジオ九州沖縄（出演・九州沖縄うたことば朗読を数回担当・2018年4月2日 - 2019年3月2日）
- はっけんラジオ（不定期）
- ニュース845福岡（不定期）
- ロクいち!福岡（井上二郎、中山庸介のキャスター代行など）

東京アナウンス室時代（3度目）（2019年度 - 2020年度）
- これでわかった! 世界のいま （2019年4月 - 2021年3月）[6]
- きょうの健康 キャスター（2020年4月 - 2021年3月）
- 先どり きょうの健康

松山放送局時代（2021年度 - 2023年度）
- 四国らしんばん（キャスター：2021年4月 - 2024年3月1日）
- 愛媛県・四国地方のニュース
- ひめポン!（松田利仁亜のキャスター代行など）
- おはようえひめ、おはよう四国（不定期）
- ひめポン!845（不定期）
- ひめポン!645（不定期）
- 愛媛防災シンポジウム（キャスター）
- 令和6年能登半島地震の災害報道対応による金沢放送局への応援派遣
  - ニュースいしかわ845（2024年2月19日）
  - おはよう石川（2024年2月21日 - 22日）

金沢放送局時代（2024年度 - ）
- おはようかがのと（不定期）
- 能登半島地震・豪雨　犠牲者追悼式 （追悼式会場から中継　2025年1月1日）
- 東海 ドまんなか! ×北陸スペシャル 名古屋場所直前特番 熱狂！大相撲 (2025年7月11日) - 2017年3月以来の名古屋放送局出演